# Port lotniczy Mahajanga
Port lotniczy Mahajanga (IATA: MJN, ICAO: FMNM) – port lotniczy położony w Mahajanga, na Madagaskarze. 

## Linie lotnicze i połączenia
| Linia Lotnicza | Kierunek                                                                     |
| -------------- | ---------------------------------------------------------------------------- |
| Air Madagascar | 1. Antananarywa 2. Antsiranana 3. Dzaoudzi 4. Moroni 5. Nosy Be 6. Toamasina |
| Ewa Air        | 1. Dzaoudzi                                                                  |
| Int'Air Îles   | 1. Moroni                                                                    |
| Tsaradia       | 1. Antananarywa                                                              |